# Zosterops salvadorii
El anteojitos de Enggano (Zosterops salvadorii) es una especie de ave paseriforme de la familia Zosteropidae.

## Distribución
Es endémico de la isla de Enggano, y quizá de la cercana isla Mega al sudoeste de Sumatra (Indonesia).